# 이크시드 왕조
이흐시드 왕조(아랍어:  الإخشيديون 알 이크시디윤[*], 영어: Ikhshidid dynasty)는 935년부터 969년까지 이집트와 레반트 일대를 통치한 왕조이다. 왕조의 개창자인 튀르크계 맘루크 무함마드 이븐 투그즈 알 이흐시드는 압바스 칼리프 알 라디에 의해 지명된 총독이었다.

## 통치자 목록
- 935–946 무함마드 이븐 투그즈 알 이흐시드(아랍어: محمد بن طغج الإخشيد)
- 946–961 아불 카심 우누주르 이븐 알 이크시드(아랍어: أبو القاسم أنوجور بن الإخشيد)
- 961–966 아불 하산 알리 이븐 알 이크시드(아랍어: أبو الحسن علي بن الإخشيد)
- 966–968 아불 미스크 카푸르(아랍어: أبو المسك كافور)
- 968–969 아불 파와리스 아흐마드 이븐 알리 이븐 알 이크시드(아랍어: أبو الفوارس أحمد بن علي بن الإخشيد)